# Los Únicos
Los Únicos fue una telecomedia argentina de género policial, que fuciono como secuela de Sin código, producida por Pol-ka Producciones, a cargo de Adrián Suar. La primera temporada fue protagonizada por Mariano Martínez, Nicolás Cabré y Griselda Siciliani. Coprotagonizada por Nicolás Vázquez, Eugenia Tobal, Claudia Fontán, Marcelo Mazzarello, Pepe Monje y Julieta Zylberberg. También, contó con las actuaciones especiales de Jimena Barón y el primer actor Arnaldo André. Y la segunda temporada fue protagonizada por Nicolás Cabré, Nicolás Vázquez y Emilia Attias. Coprotagonizada por Marco Antonio Caponi, China Suárez, Brenda Asnicar, Elías Viñoles, Marcelo Mazzarello, Claudia Fontán, Gimena Accardi, Victorio D'Alessandro y Juan Manuel Guilera. También, contó con la actuación especial de Marina Bellati.
A partir del 8 de junio de 2020, se comenzaron a retransmitir los episodios en alta definición a través del canal oficial de Canal 13 en YouTube.

## Argumento
"Los Únicos" es una unidad especial y secreta de agentes, que se enfrenta al mal en pos del bienestar general de la humanidad. Su existencia es conocida solo por unos pocos.
Los agentes únicos poseen dones especiales que los destacan del resto de los mortales, y por eso han sido seleccionados minuciosamente. Cada uno de sus integrantes ha cumplido servicio en algún momento de su vida en las fuerzas de seguridad convencionales.

## Temporadas
| Temporada | Temporada | Número de Episodios | Emisión               | Emisión                 |
| Temporada | Temporada | Número de Episodios | Estreno               | Final                   |
| --------- | --------- | ------------------- | --------------------- | ----------------------- |
|           | 1         | 190                 | 7 de febrero de 2011  | 19 de diciembre de 2011 |
|           | 2         | 53                  | 15 de febrero de 2012 | 11 de mayo de 2012      |

### Primera temporada (2011)
En esta oportunidad los Únicos son reclutados por el filántropo Alfredo Monterrey (Arnaldo André) quien dedica su vida a la conformación y puesta en marcha de estos equipos en diferentes lugares del planeta y está al mando, además, de las operaciones. Su misión actual es completar la formación del equipo argentino, cuya residencia física es un enigma. Para tal fin convocará a “los mejores”, con la ayuda de su fiel asistente Soraya (Claudia Fontán).
Todos ellos conformarán una singular escuadra que deberá enfrentarse no solo a quienes intentan desestabilizar el sistema - como el villano “Livio Muzak” (Carlos Belloso) enemigo número uno de Monterrey y “Ronco Milevich” (Favio Posca) otro criminal violento y despiadado – sino también a los vaivenes en los vínculos propios del grupo, los amistosos y aquellos que se acercan al romanticismo, aún a sabiendas de que, de acuerdo a los protocolos de integración, no pueden relacionarse afectivamente.

### Segunda temporada (2012)
Axel despierta en el cielo donde intenta volver a la vida atravesando una puerta con rejas. Allí tiene un encuentro con Dios (Enrique Pinti), quien le dice que será enviado de regreso a la vida, con un nuevo don, a modo de castigo por errores cometidos en su vida. Los agentes no lograrán evitar que la bomba detone, aunque alcanzarán a protegerse. Sin embargo, el dispositivo no era un explosivo común, sino que contenía una sustancia química que los mataría. Como alcanzaron a escapar a tiempo, el químico apenas los afectó. No terminó con sus vidas, pero sin embargo rápidamente empezarán a notar ciertos cambios. El particular tóxico de la bomba, lejos de matarlos, los hizo más fuertes: ahora sus dones mutarán, y alcanzarán nuevas habilidades. Por su parte, Dreyfus (Fabián Gianola) formará la brigada "Anti-Únicos" para avanzar con sus maléficos planes.

### Teatro (2011)
La brigada más divertida tendrá que llevar adelante una nueva e importante misión para salvar el mundo: resolver su caso más difícil y revelar el secreto mejor guardado por los agentes, aquel que frente a las cámaras no se atreven a confesar. Así es como, el grupo comandado por Monterrey (Arnaldo André y compuesto por Axel (Nicolás Cabré), María (Griselda Siciliani), Rubén (Nicolás Vázquez), Rosario (Eugenia Tobal) y Hugo (Pepe Monje), acompañados por sus fieles amigos Poly (Jimena Barón), Sofía (China Suárez), Helena (Julieta Zylberberg) y Fortuna (Marcelo Mazzarello), tendrá que enfrentarse, una vez más, al temible villano Ronco (Favio Posca).

## Elenco y personajes
Según créditos de apertura.
| Actor/Actriz          | Personaje                         | Temporada     | Temporada   | Teatro (2011) |
| Actor/Actriz          | Personaje                         | 1             | 2           | Teatro (2011) |
| --------------------- | --------------------------------- | ------------- | ----------- | ------------- |
| Nicolás Cabré         | Axel Etcheverry                   | Principal     | Principal   | Sí            |
| Mariano Martínez      | Diego Rouvier                     | Principal     |             | No            |
| Griselda Siciliani    | María Soledad Marini              | Principal     |             | Sí            |
| Nicolás Vázquez       | Ruben Hagi                        | Principal     | Principal   | Sí            |
| Eugenia Tobal         | Rosario Ahumada                   | Principal     |             | Sí            |
| Claudia Fontán        | Soraya Bismarck                   | Principal     | Principal   | No            |
| Pepe Monje            | Hugo Albarracín                   | Principal     |             | Sí            |
| Marcelo Mazzarello    | Adolfo Fortuna                    | Principal     | Principal   | Sí            |
| Arnaldo André         | Alfredo Monterrey                 | Principal     |             | Sí            |
| Jimena Barón          | María Paula "Poly" Said           | Principal     |             | Sí            |
| Emilia Attias         | Mía Horgensen                     |               | Principal   | No            |
| China Suárez          | Sofía Reyes                       | Recurrente    | Principal   | Sí            |
| Marco Antonio Caponi  | Moro Hunter/Funes                 |               | Principal   | No            |
| Brenda Asnicar        | Keira Beltrán                     | Participación | Principal   | No            |
| Christian Sancho      | Ramón                             | Recurrente    | Principal   | No            |
| Rodrigo Noya          | Bruno Epstein                     | Recurrente    | Principal   | No            |
| Darío Lopilato        | Francisco "Pancho" Dreyfus        |               | Principal   | No            |
| Gimena Accardi        | Dolores Fuertes                   |               | Principal   | No            |
| Victorio D'Alessandro | Ciro Funes                        | Recurrente    | Principal   | No            |
| Juan Manuel Guilera   | Lucas Miller                      | Recurrente    | Principal   | No            |
| Elías Viñoles         | Borja                             |               | Principal   | No            |
| Julieta Zylberberg    | Helena Epstein                    | CoPrincipal   |             | Sí            |
| Pilar Gamboa          | Violeta Morano (†)                | CoPrincipal   |             | No            |
| Leo Kreimer           | "Zurdo"                           | CoPrincipal   |             | No            |
| Ana María Castel      | Elvira                            | CoPrincipal   |             | No            |
| Fabián Arenillas      | Manuel Soria                      | CoPrincipal   |             | No            |
| Marina Bellati        | Melania "Mela" Rinaldi            | CoPrincipal   | CoPrincipal | No            |
| Benjamín Amadeo       | Cristiano Dergian                 |               | CoPrincipal | No            |
| Gonzalo Suárez        | Daniel Alberto Passarelli         | Recurrente    | CoPrincipal | No            |
| Celine Reymond        | Uma Bali                          |               | CoPrincipal | No            |
| Chino Darín           | Dante (Temp. 1)/Marco Montacuarto | Participación | CoPrincipal | No            |
| Macarena Paz          | Francesca Hagi (adulta)           |               | CoPrincipal | No            |

### Participaciones
| Temporada 1 - Carlos Belloso como Livio Muzak - Favio Posca como Ronco Milevich (Teatro 2011) - Emilio Disi como Américo. - Eduardo Calvo como El Camaleón. - Alma Perrone como Francesca Hagi (niña) - Florencia Ortiz como Vanina - María del Cerro como Carolina Guzmán - Valentina Zenere como Jessica Cervantes - Marcela Kloosterboer como Virginia "Vicky" Alberti (Personaje de Sin código) - Adrián Suar como Gabriel Nielsen (Personaje de Sin código) - Carla Peterson como Doris Hoffman - Claribel Medina como Vela - Miguel Ángel Rodríguez como Salvatore Materazzi - Esteban Prol como Pedro Rey - Catherine Fulop como Jéssica "Jessi" Durán Valdés - Violeta Urtizberea como Mara - Carlos Mena como Hernán Corrales - Edward Nutkiewicz como Javier Valenzuela - Jorge Martínez como Miguel Ángel Fox - Roberto Vallejos como Miller - Adrián Yospe como Quinielero - Agustina Córdova como Bianca Bella Materazzi - José Luis Gioia como Padre Primo - Martín Buzzo como Maximiliano "Maxi" Uribe - Osvaldo Laport como Amador Heredia (Personaje de Soy gitano) - Connie Ansaldi como Julia Paredes - Ana María Orozco como Gabriela Montillo - Pablo Alarcón como Horacio Mascardi - Mónica Cabrera como Flora Solchaga - Dady Brieva como Alberto "Bertie" Pérez Olmos - Fabián Gianola como Dreyfus - Valentin Villafañe como Pablo - Eiza González como Julieta - Paula Sartor como Amiga de Sofía | Temporada 2 - Nicolás Scarpino como Elvis Llano - Fabián Gianola como Dreyfus - Enrique Pinti como Dios - Natalia Cociuffo como Beatriz Burlando - Carlos March como Omar "Oráculo" Juárez - Laura Insúa como Irma - Norma Pons como Olga Huertas - Jorge Priano como Randall - Jorge García Marino como Cura albino - Marcos Woinski como Harpere - Juan Sorini como Alfonso Torres - Ezequiel Campa como Blando - Marcos Montes como Palumba - Gonzalo Urtizberea como Harry Martínez - Sabrina Rojas como Eloína - Fernando Caride como Fabio René - Martín Campilongo como Víctor "Halley" Saravia - Carlos Baute como Vitto Montesino - Silvia Pérez como René Horgensen - Luciana González Costa como Mirka Novak - Diego Ferrari es Matón - Mauricio Dayub como Hernán Escudero - Gustavo De Filpo es Policía |